# Lawrence Richardson Jr.
Lawrence Richardson Jr., anche noto come Larry (Altoona, 2 dicembre 1920 – Durham, 21 luglio 2013) è stato uno storico statunitense esperto in storia antica.

## Biografia
Lawrence Richardson Jr. studiò presso la Yale University.
Fu membro della facoltà di materie classiche presso la Duke University dal 1966 al 1991.
Si sposò con l'archeologa del mondo classico Emeline Hill Richardson.
L'attività di ricerca di Richardson affrontò, tra l'altro, anche il tema dell'architettura domestica romana, i siti di Pompeii e Cosa e la pittura murale romana.

## Onorificenze
Richardson ricevette numerosi riconoscimenti, tra i quali la partecipazione al programma Fulbright, l'assegnazione nel 1958 del premio della Guggenheim Fellowship e il supporto dell'American Council of Learned Societies.
Vinse anche il Rome Prize della American Academy in Rome (AAR) nel 1950 e fu direttore di scavo degli scavi compiuti dalla AAR a Cosa (1952–55).
Fu Residente della AAR  (1979) e professore incaricato della Scuola di Studi Classici della Mellon Foundation della AAR (1981).
Nel 2012 gli fu assegnata la medaglia d'oro dell'Archaeological Institute of America.

## Opere principali

### Tesi
- 1944. Poetical theory in republican Rome; an analytical discussion of the shorter narrative hexameter poems written in Latin during the first century before Christ. Undergraduate prize essays: Yale university, vol. v. New Haven, Yale University Press; London, H. Milford, Oxford University Press.

### Volumi
- 1977. Propertius: Elegies I-IV : Ed., with introd. and commentary. Norman OK: University of Oklahoma Press. ISBN 9780806113715.
- 1988. Pompeii: an architectural history. Baltimore: Johns Hopkins University Press. ISBN 9780801835339.
- 1992. A new topographical dictionary of ancient Rome. Baltimore: Johns Hopkins University Press. ISBN 9780801843006.
- 1993. F. E. Brown, E. H. Richardson, L. Richardson, Jr. Cosa III: The Buildings of the Forum. Colony, Municipium, and Village. (Memoirs of the American Academy in Rome, 37.) Pennsylvania State University Press.
- 1998. [Festschrift] L. Richardson, Jr., M. T. Boatwright, and H. B. Evans. The shapes of city life in Rome and Pompeii : essays in honor of Lawrence Richardson, Jr. on the occasion of his retirement. New Rochelle, N.Y. : A.D. Caratzas. ISBN 9780892415663.
- 2000. A catalog of identifiable figure painters of ancient Pompeii, Herculaneum, and Stabiae. Baltimore: Johns Hopkins University Press.  ISBN 9780801862359.

### Articoli
- 1957. Cosa and Rome: Comitium and Curia., Archaeology, 10.1:49-55.